# Округ Таунс (Џорџија)
Таунс (енгл. Towns County) је округ у америчкој савезној држави Џорџија.

## Демографија
По попису из 2010. године број становника је 10.471, што је 1.152 (12,4%) становника више него 2000. године.
| Група             | 2000.         | 2010.          |
| Белци             | 9.159 (98,3%) | 10.102 (96,5%) |
| Афроамериканци    | 12 (0,1%)     | 41 (0,4%)      |
| Азијати           | 29 (0,3%)     | 44 (0,4%)      |
| Хиспаноамериканци | 67 (0,7%)     | 206 (2,0%)     |
| Укупно            | 9.319         | 10.471         |